# Центральноамериканский тапир
Центральноамериканский тапир, или тапир Бэрда (лат. Tapirus bairdii) — вид млекопитающих семейства тапировых (Tapiridae). Его научное название дано в честь американского зоолога Спенсера Фуллертона Бэрда (1823—1887).

## Описание
Высота в холке у центральноамериканского тапира достигает 120 см, длина тела — около 200 см, а вес доходит до 300 кг. С такими показателями он является не только самым крупным тапиром Нового Света, но и крупнейшим диким млекопитающим американских тропиков. Внешне он похож на равнинного тапира, но помимо более крупных размеров имеет более короткую затылочную гриву. Шерсть окрашена в тёмно-коричневый цвет, щёки и шея жёлто-серые. Как у тапиров, у этого вида громоздкое туловище со стройными ногами. Передняя пара ног оканчивается четырьмя, задняя — тремя пальцами. Хвост очень короткий. Для центральноамериканского тапира, как и для его сородичей, характерен небольшой хобот.

## Распространение
Ареал этого вида тапиров простирается от юга Мексики через всю Центральную Америку до прибрежных западных регионов Колумбии и Эквадора. Средой обитания являются леса, преимущественно тропические. Как правило, эти животные предпочитают находиться вблизи водоёмов. Это последний выживший аборигенный вид непарнокопытных млекопитающих Североамериканского континента.

## Поведение

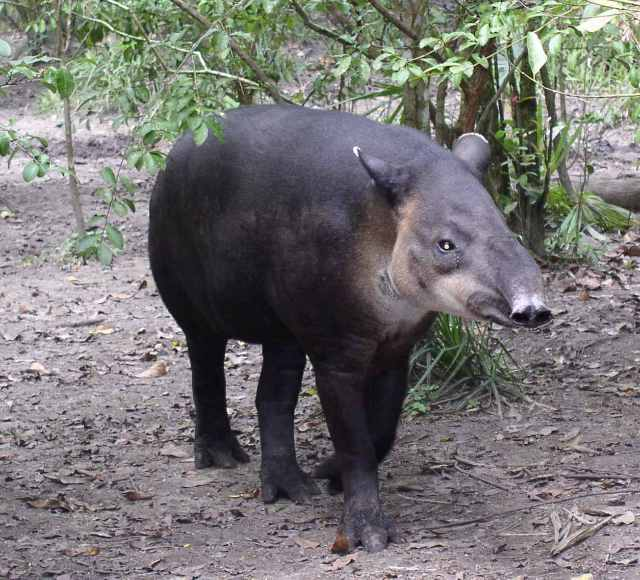
Центральноамериканский тапир в Белизе

Подобно сородичам, центральноамериканские тапиры ведут одиночный образ жизни и активны в ночное время. В течение дня они удаляются в густые заросли. Они умеют хорошо плавать и охотно валяются в грязи. Это очень робкие животные, которые, почувствовав угрозу, часто погружаются в воду. Пища центральноамериканских тапиров растительная и состоит из листьев, плодов и ветвей.

## Размножение
Беременность весьма долгая и длится 390—400 дней. Самка рождает на свет как правило по одному детёнышу, который, как все новорожденные тапиры, окрашен в светлые маскировочные полоски, исчезающий в течение второго года жизни. В возрасте года молодой тапир отвыкает от молока и начинает самостоятельную жизнь. Половая зрелость наступает в возрасте от трёх до четырёх лет.

## Угрозы
МСОП определяет статус центральноамериканского тапира как «состоящий под угрозой» (endangered). Общая численность этих животных оценивается меньше 5000 особей. Основной причиной снижения численности центральноамериканских тапиров стало уничтожение тропических лесов Центральной Америки, площадь которых во второй половине XX века сократилась на 70 %.